# Tuc del Montanyó
El Tuc del Montanyó, Tuc del Muntanyó o Bony del Montanyó, és un cim de 2.610,6 metres d'altitud situat al límit dels termes municipals de Sarroca de Bellera (antic terme de Benés) i de la Vall de Boí (antic terme de Barruera). Actualment és, administrativament, termenal entre el Pallars Jussà i l'Alta Ribagorça, però geogràficament, no, atès que Benés fou un municipi de l'Alta Ribagorça fins a la seva agregació al terme pallarès de Sarroca de Bellera.
Forma part de la carena de més de 2.500 metres d'altitud que delimita pel costat de ponent la vall de Manyanet, i a la qual arriben, des de l'oest, les instal·lacions més altes de l'estació d'esquí de Boí - Taüll. Altres cims de la mateixa carena són el Bony de l'Aigua Blanca, al sud-oest del Tuc del Montanyó, i el Cap de les Raspes Roies, al seu nord-est.